# Koresh-e Rostam
Koresh-e Rostam (persisch: كرش رستم) ist eine nordwestiranische Sprache, die eng mit Talisch verwandt ist. Sie ist stark vor dem Aussterben bedroht. Koresh-e Rostam wird in der iranischen Provinz Ostaserbaidschan gesprochen.